# Armin Assinger
Armin Ignaz Assinger (* 7. Juni 1964 in Graz als Armin Ignaz Graf) ist ein ehemaliger österreichischer Skirennläufer und nunmehriger Fernsehmoderator. Er wuchs in Hermagor im Bundesland Kärnten auf, maturierte 1982 am BORG Hermagor und war bis 1996 Gendarmeriebeamter. In seiner Skikarriere, die zweimal durch schwere Verletzungen unterbrochen wurde, gewann er vier Weltcuprennen. Bei Weltmeisterschaften und Olympischen Spielen blieb er jedoch ohne größeren Erfolg. Seit 1995 ist Assinger als Co-Kommentator bei Skirennen und seit 1999 als Moderator verschiedener Fernsehshows, unter anderem der Millionenshow, zu sehen. Er wurde achtmal mit dem Fernsehpreis Romy ausgezeichnet.

## Sportliche Laufbahn
Ein erster Erfolg gelang Assinger 1976, als er die Kärntner Schülermeisterschaften im Riesenslalom gewann. 1982 wurde er österreichischer Vizejuniorenmeister in der Abfahrt und in der Kombination, ab 1984 gehörte er dem ÖSV-Kader an. Sein erstes Weltcuprennen bestritt er am 15. Dezember 1984 auf der Saslong in Gröden. In dieser Abfahrt kam er auf den 30. Platz. Ein Jahr später fuhr er wieder auf der Saslong mit Rang 14 erstmals in die Punkteränge und im Februar 1986 erreichte er in der zweiten Abfahrt von Åre den dritten Rang und somit seinen ersten Podestplatz im Weltcup. Im November 1986 erlitt Assinger seine erste schwere Verletzung. Nach einem Kreuzbandriss im rechten Knie musste er den gesamten Winter pausieren. In seiner Comebacksaison 1987/88 kam er in sechs Weltcupabfahrten unter die schnellsten 15. Sein bestes Resultat war Platz neun in Beaver Creek.
Zu Beginn des nächsten Winters erreichte Assinger (Start-Nr. 31) mit Platz zwei in der ersten Abfahrt von Gröden am 9. Dezember seinen zweiten Podestplatz und im Jänner kam er in der Doppelabfahrt von Kitzbühel beide Male unter die schnellsten zehn. Nur wenige Tage später erlitt die Karriere des Kärntners erneut einen schweren Rückschlag. Am 18. Jänner 1989 stürzte er im Abfahrtstraining am Lauberhorn in Wengen im oberen Streckenteil und zog sich dabei mehrere Bänderrisse in beiden Knien sowie Knöchelverletzungen zu. Nach mehreren Operationen konnte er erst knapp zwei Jahre später in den Skizirkus zurückkehren. In der Saison 1991/92 erreichte er zwei Top-10-Plätze in den Abfahrten von Val-d’Isère und Gröden.
Am 22. Dezember 1992 feierte Assinger im zweiten Super-G der Saison 1992/93 in Bad Kleinkirchheim seinen ersten Weltcupsieg, wobei er außerhalb der Top-Läufer (Start-Nummer 33) überraschte. Damit gelang ihm auch erstmals die Qualifikation für ein Großereignis, die Weltmeisterschaften 1993 in Morioka. Dort kam er in einer von schwierigen Windverhältnissen geprägten Abfahrt aber nur auf Platz 14. Der Super-G hatte aufgrund des schlechten Wetters überhaupt abgesagt werden müssen. Im März 1993 feierte er zwei weitere Siege in den Abfahrten in der Sierra Nevada und in Kvitfjell und erreichte damit im Abfahrtsweltcup den vierten und im Gesamtweltcup den zehnten Platz. Bei seinem Sieg in der Sierra Nevada stellte Assinger einen bis heute gültigen Weltrekord auf: Mit 112,37 Kilometer pro Stunde erzielte er die höchste je in einem Skirennen gefahrene Durchschnittsgeschwindigkeit.
In der Saison 1993/94 konnte Assinger die Vorjahresleistungen nicht wiederholen. Seine besten Resultate waren Platz drei im Super-G von Lech und Rang vier im Super-G von Wengen. In der Abfahrt kam er nur einmal unter die besten zehn. Auch bei den Olympischen Winterspielen 1994 blieb er mit Platz elf im Super-G und Rang 15 in der Abfahrt hinter den Erwartungen. Am 17. Dezember 1994 feierte Assinger in der Abfahrt von Val-d’Isère seinen vierten Weltcupsieg und führte dabei einen österreichischen Vierfachsieg an. Im Jänner 1995 fuhr er in Kitzbühel auf Platz zwei in der Abfahrt und auf Rang drei im Super-G sowie in der Lauberhornabfahrt ebenfalls auf Rang drei. Mit weiteren fünf Top-10-Plätzen kam er in der Saison 1994/95 im Gesamtweltcup auf Platz zwölf, im Abfahrtsweltcup auf Rang vier und im Super-G-Weltcup auf Rang acht. Er wollte noch bei den Weltmeisterschaften in der Sierra Nevada (Februar 1995) teilnehmen, jedoch bekam er diese weitere Chance auf Edelmetall bei Großereignissen nicht, da dieser Event wegen Schneemangels um ein Jahr verschoben werden musste. Nach der Saison 1994/95 beendete Assinger seine Karriere als aktiver Skirennläufer.

## Erfolge

### Olympische Winterspiele
- Lillehammer 1994: 11. Super-G, 15. Abfahrt

### Weltmeisterschaften
- Morioka 1993: 14. Abfahrt

### Weltcupwertungen
| 1985/86 | 58.                                 | 27                                  | 21.                                 | 27                                  | –                                   | –                                   |                                     |                                     |                                     |                                     |                                     |                                     |                                     |                                     |
| 1986/87 | verletzungsbedingt keine Ergebnisse | verletzungsbedingt keine Ergebnisse | verletzungsbedingt keine Ergebnisse | verletzungsbedingt keine Ergebnisse | verletzungsbedingt keine Ergebnisse | verletzungsbedingt keine Ergebnisse | verletzungsbedingt keine Ergebnisse | verletzungsbedingt keine Ergebnisse | verletzungsbedingt keine Ergebnisse | verletzungsbedingt keine Ergebnisse | verletzungsbedingt keine Ergebnisse | verletzungsbedingt keine Ergebnisse | verletzungsbedingt keine Ergebnisse | verletzungsbedingt keine Ergebnisse |
| 1987/88 | 46.                                 | 23                                  | 19.                                 | 23                                  | –                                   | –                                   |                                     |                                     |                                     |                                     |                                     |                                     |                                     |                                     |
| 1988/89 | 37.                                 | 38                                  | 16.                                 | 38                                  | –                                   | –                                   |                                     |                                     |                                     |                                     |                                     |                                     |                                     |                                     |
| 1989/90 | verletzungsbedingt keine Ergebnisse | verletzungsbedingt keine Ergebnisse | verletzungsbedingt keine Ergebnisse | verletzungsbedingt keine Ergebnisse | verletzungsbedingt keine Ergebnisse | verletzungsbedingt keine Ergebnisse | verletzungsbedingt keine Ergebnisse | verletzungsbedingt keine Ergebnisse | verletzungsbedingt keine Ergebnisse | verletzungsbedingt keine Ergebnisse | verletzungsbedingt keine Ergebnisse | verletzungsbedingt keine Ergebnisse | verletzungsbedingt keine Ergebnisse | verletzungsbedingt keine Ergebnisse |
| 1990/91 | 81.                                 | 5                                   | 33.                                 | 5                                   | –                                   | –                                   |                                     |                                     |                                     |                                     |                                     |                                     |                                     |                                     |
| 1991/92 | 54.                                 | 161                                 | 18.                                 | 111                                 | 33.                                 | 50                                  |                                     |                                     |                                     |                                     |                                     |                                     |                                     |                                     |
| 1992/93 | 10.                                 | 533                                 | 4.                                  | 360                                 | 10.                                 | 173                                 |                                     |                                     |                                     |                                     |                                     |                                     |                                     |                                     |
| 1993/94 | 34.                                 | 255                                 | 20.                                 | 121                                 | 13.                                 | 134                                 |                                     |                                     |                                     |                                     |                                     |                                     |                                     |                                     |
| 1994/95 | 12.                                 | 542                                 | 4.                                  | 419                                 | 8.                                  | 123                                 |                                     |                                     |                                     |                                     |                                     |                                     |                                     |                                     |

### Weltcupsiege
Assinger errang 10 Podestplätze, davon 4 Siege:
| Datum             | Ort                | Land       | Disziplin |
| ----------------- | ------------------ | ---------- | --------- |
| 22. Dezember 1992 | Bad Kleinkirchheim | Österreich | Super-G   |
| 15. März 1993     | Sierra Nevada      | Spanien    | Abfahrt   |
| 20. März 1993     | Kvitfjell          | Norwegen   | Abfahrt   |
| 17. Dezember 1994 | Val-d’Isère        | Frankreich | Abfahrt   |

## Fernsehmoderator
Bereits während seiner zweiten Verletzungspause 1989/90 sammelte Assinger Erfahrungen als Co-Kommentator des ORF bei Skirennen. Seit 1995 (zunächst an der Seite von Robert Seeger, seit 2006 an der Seite von Oliver Polzer) kommentiert und analysiert er alpine Skirennen. 1999 präsentierte er erstmals die ORF-Show Glück gehabt (später Extrem), seit 9. September 2002 moderiert er als Nachfolger von Barbara Stöckl die Millionenshow, die österreichische Version der Sendung Who Wants to Be a Millionaire? Von 2004 bis 2009 moderierte er außerdem die österreichische Ausstrahlung der Show Domino Day. Im Oktober 2009 wurden 16 österreichische Prominente in einem einwöchigen Trainingscamp unter Assingers Leitung auf das große ORF-Ski-„Rennen“ vorbereitet.
Von Oktober bis Dezember 2012 beziehungsweise im Februar 2013 präsentierte Assinger die Sendung Einser Team in ORF eins. Dabei half er in Not geratenen Familien, Institutionen, Gemeinden, Paaren oder Einzelpersonen. Seit 2014 fungiert er außerdem als Host bei der Sendung 9 Plätze – 9 Schätze rund um den Nationalfeiertag am 26. Oktober. Seit Ende März 2016 gibt er immer am Montag, Mittwoch und Donnerstag in der Frühstücksfernsehsendung Guten Morgen Österreich in ORF 2 Fitnesstipps zum Nachmachen. Ab September 2018 trat er außerdem in der Quizshow Ich weiß alles! zusammen mit Günther Jauch und Susanne Kunz als „Quiz-Giganten“ auf, die es zu schlagen galt.
Neben seiner TV-Präsenz coacht er in Stressmanagement- und Motivationsseminaren. Ebenso gab er das Buch Wo die Komantschen pfeif'n heraus.

## Auszeichnungen
1998 wurde ihm der Spezialpreis der Jury für seine Skiberichterstattung verliehen. Von 2000 bis 2002 wurde Armin Assinger dreimal in Folge mit einer Goldenen Romy als beliebtester Sportmoderator ausgezeichnet, und von 2003 bis 2005 erhielt er dreimal die Goldene Romy als beliebtester Show- und Talkmaster. 2005 moderierte Assinger die Romy-Verleihung selbst. Besonders hervorstechend bei seinen Moderationen ist der bewusste Gebrauch des Kärntner Dialekts. Hierfür bekam er im August 2009 vom Förderverein Bairische Sprache und Dialekte die Bairische Sprachwurzel verliehen. Da der Preis zuvor „Nordbairisch-mittelbairische Sprachwurzel“ geheißen hatte, das Kärntnerische jedoch zusammen mit den Tiroler Dialekten das Südbairische bildet, musste der Name des Preises geändert werden. Im Herbst 2009 war Assinger in der ORF-Realityshow Das Rennen zu sehen.

## Privates
Assinger wurde 1964 in Graz als Armin Ignaz Graf geboren. Seine Eltern heirateten erst später.
Er war von 24. September 1994 bis 2014 mit seiner Frau Bettina verheiratet. Aus der Ehe gingen zwei Kinder hervor. Im März 2021 heiratete er die um 13 Jahre jüngere Sandra Schranz, mit der er bereits ab 2014 liiert war. Seine Freizeit verbringt er mit Mountainbiking, Golf und Skifahren.
Sein jüngerer Bruder Roland war ebenfalls Skirennläufer.

## Sonstige Aktivität
In den frühen 1980er-Jahren spielte Assinger auch Fußball bei seinem Heimatverein SC Hermagor in der damaligen Unterliga (4. Leistungsstufe innerhalb Österreichs, bezogen auf das Bundesland Kärnten). Aktuell ist er einer der drei Präsidenten des Klubs.
2010 initiierte er unter der Bezeichnung „Schlag das Ass“ (Untertitel „Das längste Schirennen der Welt“) einen alpinen Skibewerb für Prominente und Hobbyläufer im Skigebiet um Hermagor (Naßfeld). Die Streckenlänge beträgt 25,6 Kilometer, wobei die Teilnehmer mehrere Hänge am Stück befahren.

## Angebliche Klage der Nationalbank
Seit Juni 2023 werden Fake News verbreitet, nach denen die Oesterreichische Nationalbank (OeNB) Assinger geklagt haben soll, da er in einem Interview verraten habe, wie über eine Onlineplattform für den Handel mit Kryptowährungen „jeder Österreicher zum Millionär“ werden könne. Tatsächlich hat Assinger niemals öffentlich über Finanzportale gesprochen. Hinter den Gerüchten steht vermutlich die Absicht, Benutzerdaten zu sammeln.

## Filme
- 2001: SOKO Kitzbühel (Das Idol)
- 2014: Hart an der Grenze
- 2016: Zoomania (Stimme von Herzog von Pitzbühl)
- 2021: Rotzbub (Stimme)

## Liste der Auszeichnungen
- Kärntner Sportler des Jahres 1993 und 1995[9]
- Achtmal Goldene Romy:
  - Spezialpreis der Jury 1998
  - Beliebtester Sportmoderator 2000, 2001 und 2002
  - Beliebtester Show- und Talkmaster 2003, 2004 und 2005
  - Beste Unterhaltung 2013
- Bairische Sprachwurzel 2009
- Goldenes Ehrenzeichen der Stadt Graz (2024)[10][11]

## Publikationen
- Wo die Komantschen pfeif'n... 1999, ISBN 3-85050-061-6.
- Auch Sieger haben Angst. 2002, ISBN 3-902335-00-9.